# Eirik Hystad Solberg
Eirik Hystad Solberg (14 ottobre 2002) è uno sciatore alpino norvegese.

## Biografia
Specialista delle prove tecniche attivo dal novembre del 2018, in Coppa Europa Solberg ha esordito il 7 gennaio 2022 a Berchtesgaden in slalom speciale, senza completare la prova, ha conquistato il primo podio il 19 dicembre 2023 a Obereggen nella medesima specialità (3º) e la prima vittoria il 13 gennaio 2024 ancora a Berchtesgaden in slalom speciale; ha debuttato in Coppa del Mondo il 21 gennaio seguente a Kitzbühel nella medesima specialità (18º). Non ha preso parte a rassegne olimpiche o iridate.

## Palmarès

### Coppa del Mondo
- Miglior piazzamento in classifica generale: 120º nel 2024

### Coppa Europa
- Miglior piazzamento in classifica generale: 6º nel 2024
- 4 podi:
  - 3 vittorie
  - 1 terzo posto

#### Coppa Europa - vittorie
| Data            | Località      | Paese    | Specialità |
| --------------- | ------------- | -------- | ---------- |
| 13 gennaio 2024 | Berchtesgaden | Germania | SL         |
| 3 febbraio 2025 | Soldeu        | Andorra  | GS         |
| 4 febbraio 2025 | Soldeu        | Andorra  | GS         |

Legenda:

GS = slalom gigante

SL = slalom speciale

### Campionati norvegesi
- 2 medaglie:
  - 1 oro (slalom gigante nel 2024)
  - 1 argento (slalom gigante nel 2025)